# Hlouběji do PODZEMÍ
Hlouběji do PODZEMÍ je druhý díl fantasy hexalogie PODZEMÍ. Společnými silami jej sepsali Roderick Gordon a Brian Williams. V anglickém originále Deeper vyšla kniha 5. května 2008 v nakladatelství The Chicken House. V České republice vydalo knihu, stejně jako první díl, Ztracený svět v PODZEMÍ, nakladatelství Fragment. Kniha tu vyšla v roce 2008.

## Stručný obsah
Kniha začíná přesně tam, kde minulý díl končí. Will, Chester a Cal se důlním vlakem dostávají do Hlubin. Potkají zde nové přátele, ale také se dozví něco více o svých nepřátelích. O krutých Styxech. Co nového v Hlubinách objeví? Ať už je to cokoliv, mohlo by to mít kruté následky pro nic netušící lidi na Povrchu.

## Části knihy
Kniha je, stejně jako první díl, rozdělena do několika částí.
- Odhalení
- Návrat domů
- Drake a Elliott
- Ostrov
- Průduch

## Postavy
Will Burrows (Seth Jerome) – Hlavní postava celého příběhu. Pro Willa je typický jeho albinismus.

pan Burrows – Willův nevlastní otec. Díky němu se Will a Chester dostali do podzemního světa. Společně s Willem má rád archeologii.

paní Burrowsová – Adoptivní matka Willa a Rebeccy. Styxové jí naprogramovali závislost na TV.

Rebecca Burrowsová – Jedna z hlavních záporných postav. Právě ona vede Styxe. Vlastně ony, Rebeccy jsou totiž dvě. dvojčata

Chester Rawls – Kamarád Willa, který se s ním vydal do podzemí. Je urostlý a trápí ho vyrážka.

Cal Jerome – Vlastní bratr Willa. Oba dva pocházejí z podzemí.

Sára Jeromová – Matka Cala a Willa. Na konci knihy ve značné míře přispěje k dalšímu průběhu příběhu.